# Pseudocercospora dodonaeae
Pseudocercospora dodonaeae är en svampart som beskrevs av Boesew. 1981. Pseudocercospora dodonaeae ingår i släktet Pseudocercospora och familjen Mycosphaerellaceae.   Inga underarter finns listade i Catalogue of Life.